# BG集團
BG集團（BG Group plc）是一家總部位於英國伯克郡雷丁的跨國能源公司。它運營於各大洲總共25個國家，每日平均開採680,000BOE。它也是美國最大的液化天然氣供應商。
BG集團曾在倫敦證券交易所上市，也曾是富時100指數成分。截至2012年7月6日，該公司市值為449億英鎊，是當時倫敦證券交易所全部上市公司中的第七大公司。
2015年4月8日荷蘭皇家殼牌與BG集團達成協議；以470億英鎊收購BG集團股份。這是業界自1996年以來第四大收購，亦是截至2015年來最大，新公司將會成为全球最大液化天然氣生產商。 2016年2月15日，BG集團在倫敦證券交易所除牌。

## 外部連結
- 官方网站
- Dividend history（页面存档备份，存于）
- Yahoo! profile（页面存档备份，存于）
- BG news monitoring from Google Finance（页面存档备份，存于）
- BG stock performance chart from BigCharts（页面存档备份，存于）
- BG Energy Challenge
- Graphical illustration of the demerger history of British Gas